# Sean Fallon
Sean Fallon (31 de julio de 1922 – 18 de enero de 2013) fue un jugador de fútbol profesional irlandés que jugaba en la posición de defensa.

## Carrera
Sean Fallon jugó para el Celtic FC desde 1950 hasta 1958, jugando como defensa central. Hizo un total de 254 apariciones, marcando 14 goles. También hizo 8 apariciones con la selección de fútbol de Irlanda.
Sean Fallon empezó su carrera futbolística con el St. Mary's Juniors, jugando también en el fútbol gaélico para Craobh Ruadh. También jugó para McArthurs, Sligo Distillery y Longford Town antes de jugar para el Sligo Rovers en 1947. Posteriormente se traspasó al Glenavon FC antes de llegar a jugar con el Celtic.
El afecto de Sean Fallon hacia el Celtic empezó cuando el hijo de la leyenda del Celtic Jimmy McMenemy salvó a la hermana de Fallon, Lilly, de ahogarse en Lough Gill. Fallon invitó a Joe McMenemy a su casa, y Scot le devolvió el cumplido mandando a Sean un regalo de una camiseta del Celtic shirt y el libro de Willy Maley "The Story of the Celtic". Se dio cuenta de su ambición cuando hizo su debut en la liga para el Celtic contra el Clyde FC, en el último partido de la temporada 1949-1950 de la liga escocesa.
Dentro de un año ayudó al equipo a ganar el la Copa de Escocia, ganando al Motherwell 1–0 en la final de la copa escocesa de 1950-1951. Fallon dijo después: «Mientras salía del Hampden Park sentí que había conseguido todo lo que había querido en mi vida. Me convertí en miembro del famoso Celtic Football Club y sostener el escudo de la Scottish Cup durante todo un año.» Dos años después Sean tendría un gol para celebrar en la final de la copa escocesa de 1953, contra el Aberdeen.
A finales de los años 50 fueron un período estéril para el Celtic, con dos triunfos importantes proporcionando raros momentos de alegría por el apoyo que tanto ha sufrido. El primero fue el doblete en 1953-1954. Fallon sufrió una fractura de clavícula contra el Hearts en octubre, que lo mantuvo fuera durante la mayor parte de la temporada. En los días antes de su suplencia se le permitió salir del terreno de juego durante veinte minutos, sólo para regresar con el brazo en cabestrillo y continuar jugando. La capitanía del equipo, la cual obtuvo en 1952, fue a parar a Jock Stein. Fallon volvió en plena forma para otra ocasión trascendental, cuando el Celtic ganó 7–1 contra el rival Old Firm, el Rangers en la final de la copa escocesa en 1957.

## Carrera como entrenador
Fallon fue forzado a retirarse en 1958 debido a una lesión pero su influencia continuó en el equipo. Se convirtió en el asistente de Jock Stein cuando Stein cogió el mando del equipo siendo entrenador en 1965. Fue inicialmente propuesto por el presidente del Celtic Bob Kelly que Fallon sería el entrenador, y Stein su asistente. Sin emagro Stein vetó esta sugerencia y amenazó con tomar una oferta de trabajo en Inglaterra, lo que llevó a Kelly a ofrecerle el trabajo del entrenador.
Fue una parte integral del éxito del Celtic cuando era el gerente de Jock Stein. Sus poderes de persuasión fueron llamados a menudo para obtener las firmas de prometedores jugadores jóvenes que se convertirían en leyendas del Celtic como David Hay, Danny McGrain, Kenny Dalglish y Packie Bonner. Cuando Jock Stein sufrió un accidente de coche en 1975, Fallon asumió el cargo de entrenador. Más tarde entrenó brevemente al Dumbarton FC.
Fallon desplegó la bandera del campeones de la liga escocesa en Celtic Park el 4 de agosto de 2012.

## Muerte
Falleció el 18 de enero de 2013 a la edad de 90 años.

## Clubes

### Como jugador
| Club             | País    | Año         |
| ---------------- | ------- | ----------- |
| Longford Town    | Irlanda | 1946        |
| Sligo Distillery | Irlanda | 1947        |
| Sligo Rovers FC  | Irlanda | 1947 - 1949 |
| Glenavon FC      | Irlanda | 1949 - 1950 |
| Celtic FC        | Escocia | 1950 - 1958 |

### Como entrenador
| Club         | País    | Año         |
| ------------ | ------- | ----------- |
| Celtic FC    | Escocia | 1962 - 1975 |
| Dumbarton FC | Escocia | 1980 - 1981 |